# Drivande gen
Drivande gen eller 'gendrivare' (från engelskans gene drive) är en beteckning på ett stycke i DNA-koden som har förmågan att se till att mer än femtio procent av avkomman blir bärare av denna genetiska kod. Genom denna förmåga kan genen "fuska" och bli allmänt spridd i en population trots att den inte ger några fördelar enligt de gängse principerna för naturligt urval. Det har spekulerats i möjligheten att genom DNA-manipulation ta fram drivande gener hos sjukdomsspridande insektsarter som ska kunna minska artens förmåga att sprida smitta. Fenomenet med drivande gener kan inte likställas med genetisk drift.